# Apple Vision Pro
Apple Vision Pro é um equipamento audiovisual de realidade mista desenvolvido pela Apple Inc lançado em 2024. Seu lançamento foi anunciado em 5 de junho de 2023, na conferência mundial de desenvolvedores de 2023 (Worldwide Developers Conference#2023). É o primeiro grande lançamento da Apple desde o Apple Watch, lançado em 2015.
A Apple descreve o Vision Pro como um "computador espacial" que permite a integração de meios digitais com o mundo real. O equipamento utiliza interfaces físicas, como gestos de movimento, rastreamento ocular e entrada por voz, para interações com o sistema. Trata-se de um dispositivo autônomo que roda visionOS, um derivado do iOS adaptado para equipamentos de realidade estendida.

## História

### Desenvolvimento
Em maio de 2015, a Apple adquiriu a empresa alemã de realidade aumentada (AR) Metaio. A empresa pretendia usar a tecnologia da Metaio em seu projeto de carro elétrico, codinome "Projeto Titan". Naquele ano, a Apple contratou Mike Rockwell da Dolby Laboratories. Rockwell formou uma equipe na qual incluiu o co-fundador da Metaio, Peter Meier, e o gerente do Apple Watch, Fletcher Rothkopf. A equipe, chamada de Grupo de Desenvolvimento Tecnológico, desenvolveu uma demonstração de AR em 2016, mas enfrentou oposição do então chefe de design da Apple, Jony Ive, e de sua equipe. O especialista em realidade aumentada e realidade virtual (VR) e ex-especialista da NASA Jeff Norris foi contratado em abril de 2017. A equipe de Rockwell ajudou a entregar o ARKit em 2017 com o iOS 11. De acordo com The Information, a equipe de Rockwell trabalhou no desenvolvimento de óculos de realidade virtual e trabalhou junto com a equipe de Ive; a decisão de fazer o equipamento translúcido, revelando os olhos do usuário através do display frontal, foi bem recebida pela equipe de design industrial.
O desenvolvimento dos óculos passou por um período de incerteza com a saída de Ive em 2019. Seu sucessor, Evans Hankey, deixou a empresa em 2023. O gerente sênior de engenharia Geoff Stahl, da equipe de Rockwell, coordenou o desenvolvimento do visionOS, sistema operacional específico para o dispositivo, após experiência trabalhando em jogos e tecnologia gráfica na Apple. De acordo com o New York Times e a Bloomberg, os óculos de realidade estendida da Apple têm o objetivo de inaugurar uma linha de óculos leves de realidade aumentada que ainda não são tecnicamente viáveis. Em novembro de 2017, a Apple adquiriu a empresa canadense de realidade aumentada VRVana por US$30 milhões. O VRVana Totem era capaz de sobrepor animações totalmente opacas e em cores reais sobre o mundo real, ao invés das projeções descritas como "fantasmagóricas" presentes de outros óculos. Ele era capaz de fazer isso evitando o atraso perceptível entre as câmeras que capturavam o mundo externo - e ter um campo de visão de 120 graus a 90 Hz. O totem usava iluminadores IR e câmeras infravermelhas para realizar o rastreamento espacial e de mãos.

### Anúncio
Informações sobre um dispositivo de realidade aumentada, que se especulava que seria chamado de Reality Pro, começaram a surgir em 2022. Em maio de 2022, a Bloomberg News reportou que executivos da Apple testaram o dispositivo, incluindo o CEO Tim Cook. A empresa começou a recrutar diretores para desenvolver conteúdo para o dispositivo em junho. Um desses diretores, Jon Favreau, foi contratado para trazer os dinossauros de seu programa no Apple TV+ Prehistoric Planet à vida. O repórter da Bloomberg Mark Gurman publicou mais informações sobre os óculos em abril, notando que a Apple estava em conversas com desenvolvedores para começarem trabalhos em software e serviços destinados à nova plataforma. De acordo com a Apple, a empresa registrou mais de 5.000 patentes de tecnologias que contribuíram para o desenvolvimento do Vision Pro. O Apple Vision Pro foi anunciado na Worldwide Developers Conference em 5 de junho de 2023, com expectativa de disponibilidade no início de 2024 nos Estados Unidos ao preço inicial de US$ 3.499,00. Estima-se que 1.000.000 de unidades serão produzidas no primeiro lote.
Em 6 de junho, a Apple adquiriu a startup de óculos de AR Mira, cuja tecnologia é usada na atração ‘’Mario Kart‘’ do Super Nintendo World. A empresa tem um contrato com a Força Aérea dos Estados Unidos e a Marinha. Onze dos funcionários da empresa foram contratados.

## Especificações

### Hardware
O Apple Vision Pro tem um display frontal de vidro laminado, uma armação de alumínio coberta por uma almofada flexível e uma faixa de cabeça ajustável. A armação contém cinco sensores, seis microfones e 12 câmeras. Dois displays micro-OLED com um total de 23 megapixels, cada um do tamanho de um selo postal, serão visualizados pelo usuário através da lente. Os olhos são rastreados por um sistema de LEDs e câmeras infravermelhas, que formam a base do scanner de íris do dispositivo chamado Optic ID (usado para autenticação, como o Face ID do iPhone). O dispositivo permite inserir lentes para correção óptica, para usuários que fazem uso de óculos de grau; essas lentes se fixam magneticamente à lente principal e são desenvolvidas em parceria com a Carl Zeiss AG. O alto-falante do dispositivo fica dentro da faixa de cabeça e se posiciona diretamente sobre os ouvidos do usuário. Ele também pode virtualizar o som surround.
O Vision Pro usa o sistema em um chip Apple M2. Ele é acompanhado por um co-processador chamado Apple R1, que é usado para processamento em tempo real da entrada dos sensores. O dispositivo pode ser alimentado por uma fonte de energia externa, por uma porta USB-C em um Mac, ou pela bateria interna com autonomia de duas horas de uso.
O rosto do usuário é escaneado pelo dispositivo durante a configuração para gerar uma "persona" - um avatar realista usado pelos recursos do OS. Samuel Axon da Ars Technica relatou durante sua demonstração na WWDC que seu rosto foi escaneado por um iPhone com câmera TrueDepth para fins de ajuste, seus ouvidos foram escaneados para otimizar os alto-falantes, e que esse aspecto do processo pode ser feito com o próprio iPhone do usuário ou em uma Apple Store como parte do processo de compra.
Uma coroa digital nos óculos é usada para controlar a quantidade de fundo virtual que ocupa o campo de visão do usuário, variando de uma visão de realidade mista, onde aplicativos e mídias parecem flutuar no ambiente real do usuário, até esconder completamente o ambiente do usuário. O Vision Pro tem um display voltado para fora chamado EyeSight, que mostra os olhos da "persona" do usuário para indicar o grau em que eles estão imersos. Seus olhos aparecem escurecidos quando em realidade aumentada, e obscurecidos quando em imersão total, para indicar as outras pessoas o nível de imersão do usuário. Quando outra pessoa se aproxima ou inicia uma conversa, o EyeSight mostra os olhos do usuário normalmente, mesmo quando totalmente imerso, e a outra pessoa se torna visível para o usuário.

### Software
O Apple Vision Pro roda o visionOS, que é derivado principalmente dos frameworks centrais do iOS, e frameworks específicos para XR para foveated rendering e interação em tempo real. O sistema operacional usa uma interface de usuário 3D navegada por rastreamento de dedos, rastreamento de olhos, e reconhecimento de voz. Por exemplo, o usuário pode clicar em um elemento olhando para ele e juntando dois dedos, mover o elemento movendo seus dedos juntos, e rolar movendo seu pulso. Os aplicativos são exibidos em janelas flutuantes que podem ser organizadas no espaço 3D. O visionOS suporta um teclado virtual para entrada de texto, o assistente virtual Siri, e periféricos externos Bluetooth incluindo Magic Keyboard, Magic Trackpad, e gamepads. As chamadas podem ser apresentadas usando as "personas" dos participantes, ou janelas individuais com seus feeds de vídeo.
A Apple afirmou que "centenas de milhares de aplicativos familiares do iPhone e iPad" seriam compatíveis com a plataforma; a apresentação da WWDC mostrou aplicativos da suíte Microsoft 365, incluindo Microsoft Word, Microsoft Excel, e Microsoft Teams, bem como Adobe Lightroom, FaceTime, Webex, e Zoom. The Walt Disney Company anunciou planos de desenvolver aplicativos para o visionOS, incluindo um aplicativo do Disney+ que incorpora experiências de realidade mista. Mais de 100 jogos do Apple Arcade serão compatíveis com o visionOS no lançamento. A empresa está trabalhando com a Unity Technologies para suportar o motor Unity no visionOS.

## Recepção

### Pré-lançamento e anúncio
Samuel Axon da Ars Technica relatou que o Vision Pro era "realmente algo que eu nunca tinha visto antes", notando a intuitividade de sua interface de usuário em uma demonstração coreografada dada pela Apple, e elogiando uma demonstração tecnológica de interação com um dinossauro pela sua imersividade. Axon relata que o display do dispositivo é escuro, mas "muito melhor do que outros óculos que eu usei nesse aspecto, mesmo que ainda não fossem perfeitos", e que as personas pareciam "surreais", mas transmitiam a linguagem corporal melhor do que um avatar mais estilizado (como Animoji ou Horizon Worlds). Ele argumentou que o Vision Pro não era uma plataforma de realidade virtual (VR), nem um concorrente da linha de produtos Meta Platforms' Quest (antigamente chamada de Oculus), devido ao seu posicionamento como "principalmente um dispositivo de AR que casualmente possui também recursos de VR", e não como um produto de consumo de massa.
Jay Peters do The Verge notou da mesma forma que a Apple evitou apresentar o Vision Pro como uma plataforma de VR, incluindo se referir explicitamente a ele como um dispositivo de realidade aumentada (AR) e "computador espacial", evitando usar o termo "óculos", e não mostrando jogos totalmente imersivos ou experiências de metaverso em sua apresentação (apenas mostrando jogos não-VR, mostrados em janelas e controlados usando um gamepad externo). Ele sugeriu que esse posicionamento "deixa espaço para o provável futuro dessa tecnologia que não se parece em nada com um óculos volumoso de VR: o dos óculos de realidade aumentada."
Mark Gurman da Bloomberg notou que foram ouvidos altos suspiros entre a multidão em resposta ao anúncio do preço do Vision Pro, seguido por críticas ao custo por consumidores e comentaristas online. Os três componentes mais caros do Vision Pro são sua câmera e matriz de sensores, seus dois chips Apple silicon, e os dois displays micro-OLED 4K de realidade virtual. A Apple está supostamente trabalhando em um modelo mais barato que está programado para lançamento para o final de 2025, bem como um modelo de segunda geração com um processador mais rápido.

### Questões de marca registrada
A Apple pode não conseguir usar o nome Vision Pro para o produto na China, já que a Huawei registrou esta marca na China em 16 de maio de 2019.